# Сорокин, Борис Григорьевич
Бори́с Григо́рьевич Соро́кин (18 июня 1924, Балашов, Саратовская губерния — 9 сентября 1997, Ашхабад) — участник Великой Отечественной войны, артиллерист, Герой Советского Союза.

## Биография
Родился в Балашове в русской семье. Окончил семилетнюю школу (1939) и ртищевскую школу ФЗУ (1940). Работал слесарем в паровозном депо и слесарем ремонтного поезда. С октября 1942 года призван в Красную Армию.
После увольнения в запас работал на партработе в городах Балашов, Саратов, Ртищево. С мая 1949 года начал службу в милиции.
В 1952 году успешно окончил Могилёвскую школу переподготовки сержантского состава корпуса главного управления охраны на железнодорожном и водном транспорте Министерства государственной безопасности СССР (современный Могилёвский институт Министерства внутренних дел Республики Беларусь), а в 1963 году — Саратовский юридический институт.
С марта 1970 года служил в МВД, позднее был начальником отдела политико-воспитательной работы МВД Туркменской ССР.
До 1989 года в звании полковника МВД возглавлял УВД Ашхабада.

### Военная служба
Окончил полковую артиллерийскую школу. На фронт попал в должности командира орудия. Служил в 9-м артиллерийском полку (72-я стрелковая дивизия, 21-я армия) на Ленинградском фронте.
В боях по прорыву обороны противника 10-20 июня 1944 года «показал высокую выучку, стойкость и личную смелость», сначала подавив дот противниками выстрелами с прямой наводки, отразив танковую атаку, в ходе которой, приняв командование взводом, уничтожил 3 танка лично и 8 подразделением и отразил атаку пехоты противника. За этот бой указом Президиума Верховного Совета СССР Борису Сорокину было присвоено звание Героя Советского Союза с вручением ордена Ленина и медали «Золотая Звезда»
Был переведён на 1-й Украинский фронт, где сражался до февраля 1945 года. В 1946 году окончил курсы младших лейтенантов после чего служил в Белорусском военном округе. В 1947 году уволился в запас.

## Награды
- Герой Советского Союза (21 июля 1944; № 3141);
- орден Ленина (21 июля 1944);
- орден Отечественной войны I степени (1985);
- орден Отечественной войны II степени (1944);
- медали, в том числе:
  - медаль «За оборону Ленинграда».

## Мемориальная доска
В начале апреля 2013 года ко дню 65-летия образования Могилёвского института Министерства внутренних дел Республики Беларусь в фойе учебного заведения была установлена и открыта мемориальная доска в честь двух выпускников — Героев Советского Союза — Сорокина Бориса Григорьевича и Сидорова Петра Петровича.

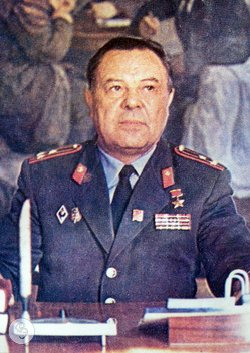
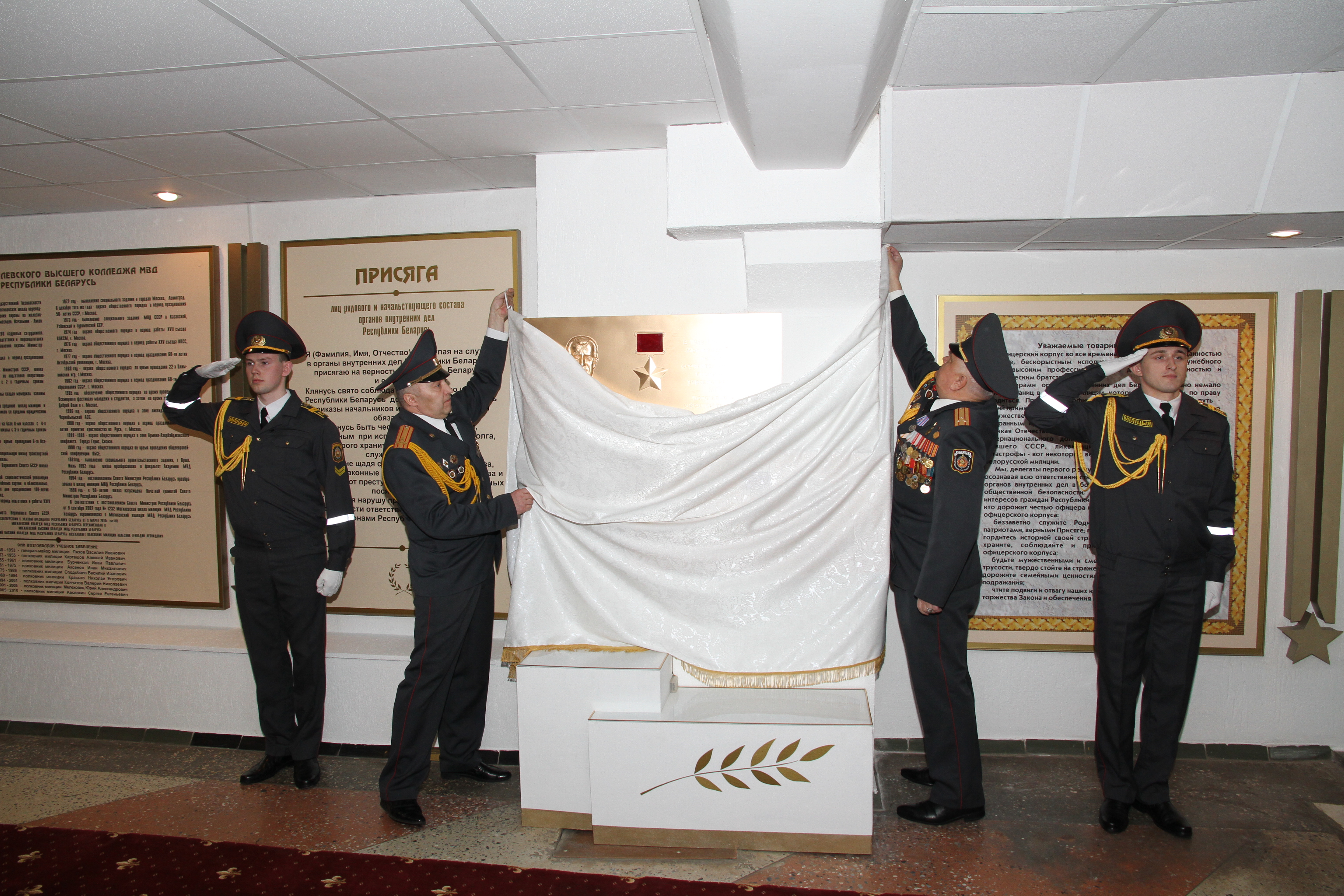
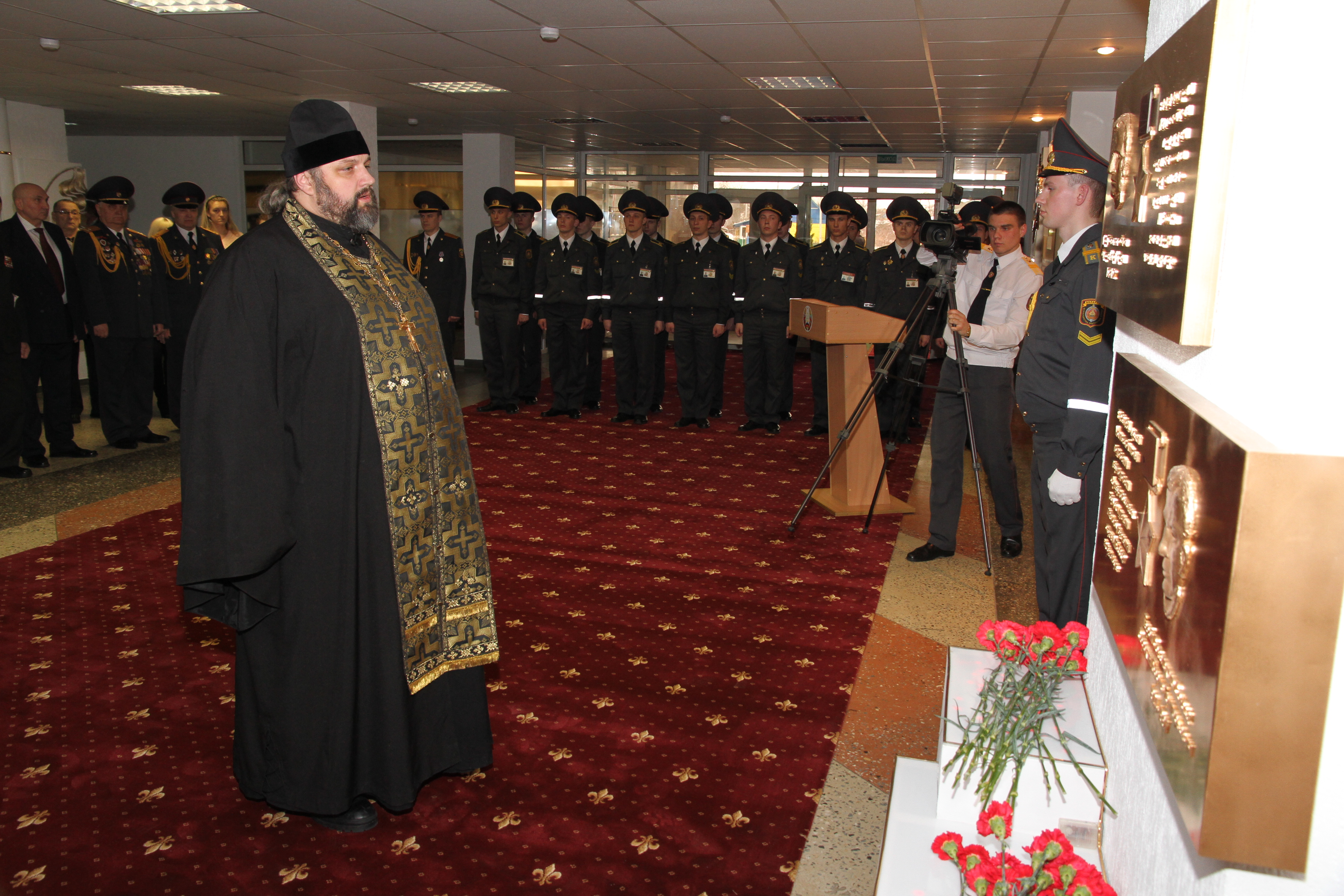
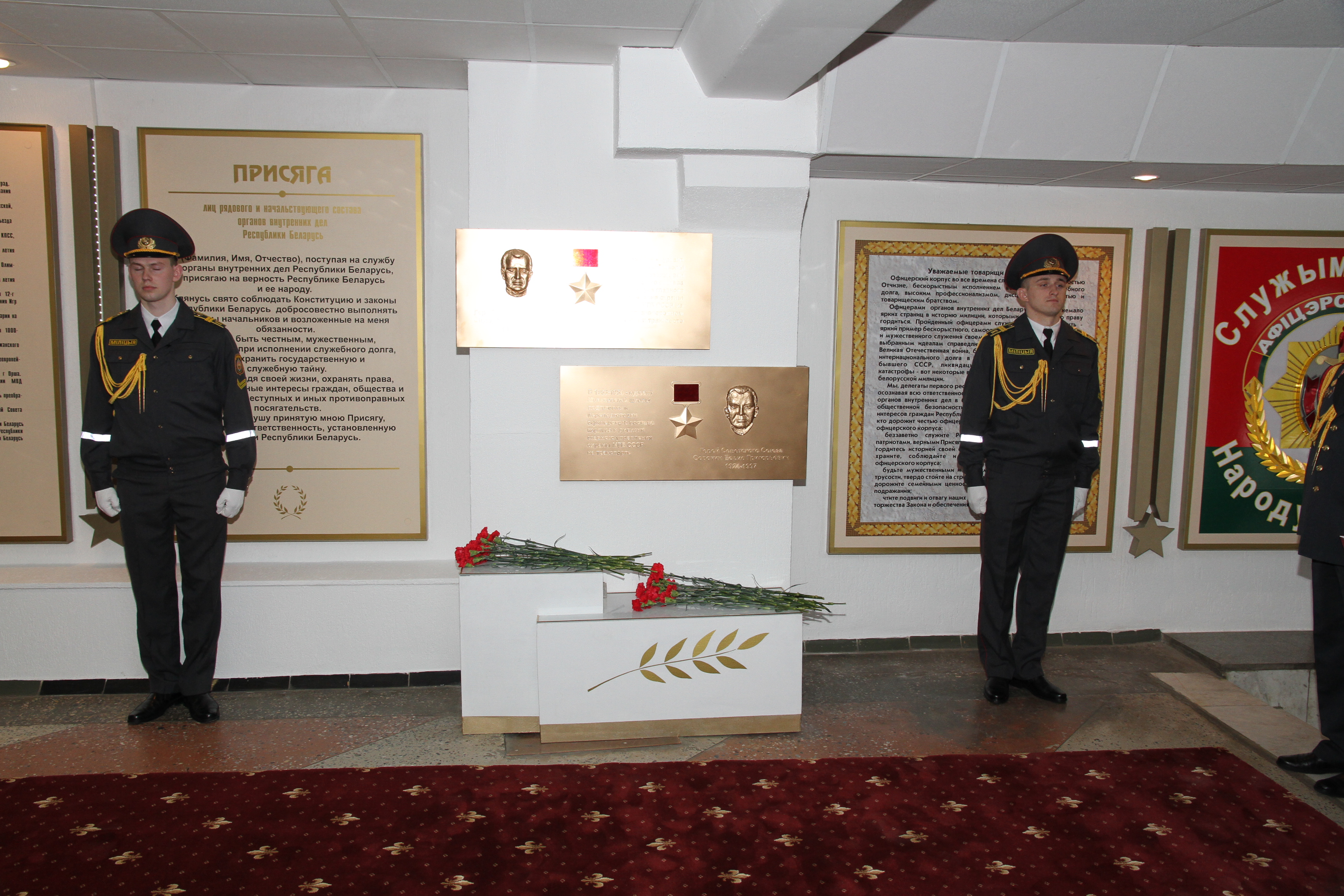
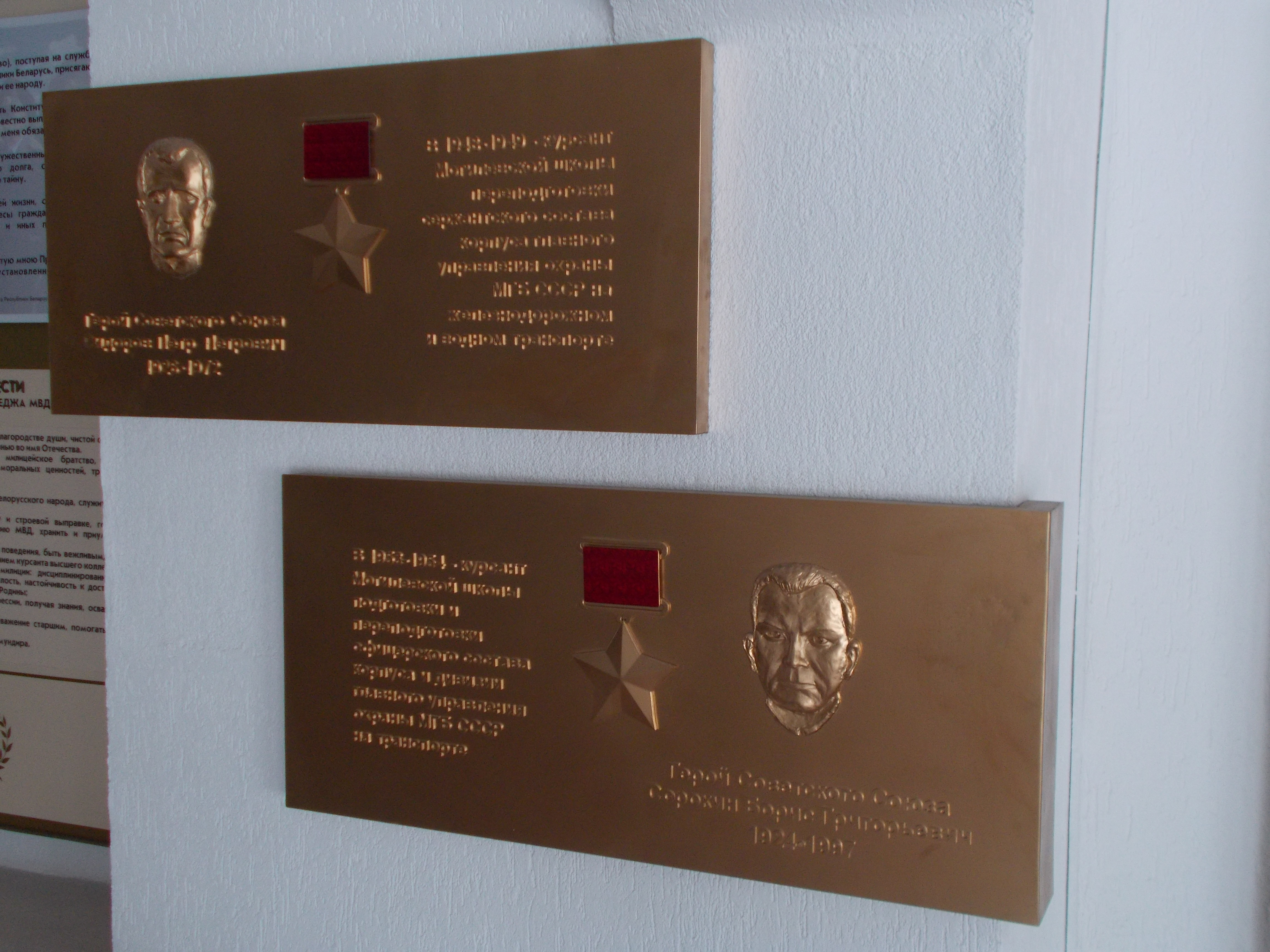
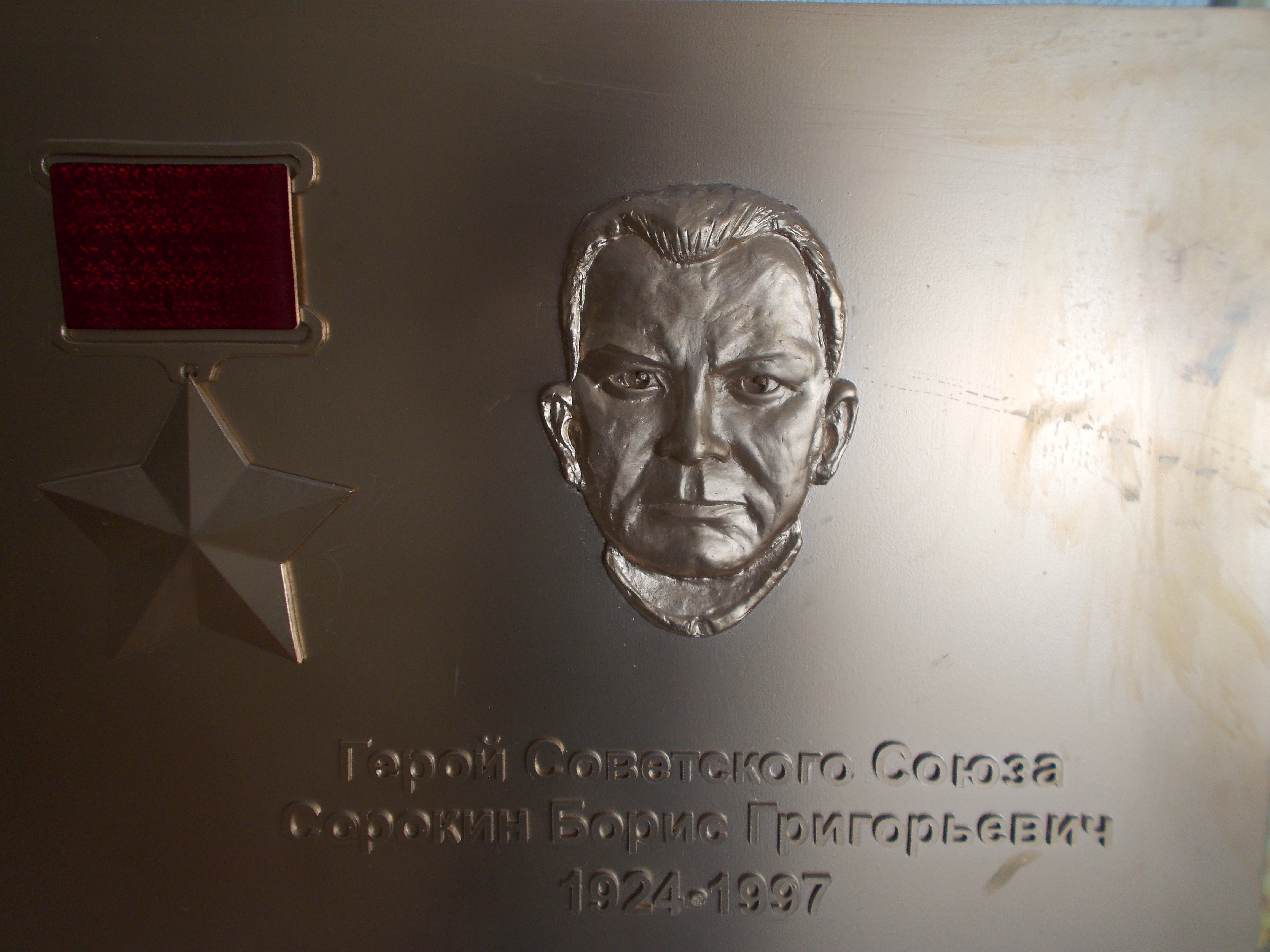